# 侯颖
侯颖（1928年8月—），男，汉族，奉天（今辽宁）桓仁人，中华人民共和国政治人物，曾任中纪委驻金融系统纪检组组长，中国人民银行党组成员。